# Sotero Phamo
Sotero Phamo (ur. 23 listopada 1943 w Hoya) – burmański duchowny rzymskokatolicki, w latach 1989-2014 biskup Loikaw.

## Życiorys
Święcenia kapłańskie przyjął 18 marca 1972. 14 listopada 1988 został prekonizowany biskupem Loikaw. Sakrę biskupią otrzymał 22 kwietnia 1989. 30 września 2002 został mianowany administratorem apostolskim Rangunu, był nim do 24 maja 2003. 26 kwietnia 2014 przeszedł na emeryturę.